# 岩本正和
岩本 正和（いわもと まさかず、1948年10月26日 - ） は、日本の化学工学者。東京工業大学名誉教授。元北海道大学触媒化学研究センターセンター長。元触媒学会会長。紫綬褒章受章。

## 人物・経歴
1967年長崎県立島原高等学校卒業。1971年九州大学工学部応用化学科卒業。1973年九州大学大学院工学研究科応用化学専攻修士課程修了。1976年九州大学大学院工学研究科応用化学専攻博士課程単位取得退学、長崎大学工学部助手。1978年長崎大学工学部講師、テキサスA&M大学研究員。1981年長崎大学工学部助教授。1987年宮崎大学工学部教授。1990年北海道大学触媒化学研究センター教授。1997年北海道大学触媒化学研究センター長。1998年バレンシア工科大学客員教授。2000年東京工業大学資源化学研究所教授。2005年東京工業大学資源化学研究所副所長。2007年触媒学会会長、アジア太平洋地区触媒学会連合会長。2008年石油学会石油化学部会長。2010年東京工業大学フロンティア研究機構教授、北海道大学名誉教授。2013年東京工業大学資源化学研究所教授。2014年定年退職、中央大学研究開発機構教授、東京工業大学名誉教授。2017年早稲田大学理工学術院客員上級研究員(研究院客員教授)。2020年早稲田大学理工学術院招聘研究員。

## 受賞
- 日本化学会進歩賞 1983[4]
- 新技術開発財団市村学術賞 貢献賞 1991[4]
- 英国王立機械学会Crompton Lanchester Medal 1994[4]
- 日本化学会学術賞 1995[4]
- 日本化学会化学技術賞 2000[4]
- 触媒学会学会賞 2001[4]
- 文部科学大臣表彰科学技術賞 2007[4]
- 東レ科学技術賞 2009[4]
- 石油学会学会賞 2010[5]
- 紫綬褒章 2010[6]
- 田中貴金属記念財団シルバー賞 2017[7]
- 瑞宝中綬章 2021[8][9][1]